# Tracy Chapman
Tracy Chapman (n. 30 martie 1964, Cleveland, Ohio, SUA) este o cântăreață americană, cunoscută în special pentru melodiile sale, hituri, "Fast Car" și "Give Me One Reason", alături de alte single-uri de mare succes, așa cum sunt "Talkin' 'bout a Revolution", "Baby Can I Hold You", "Telling Stories" și albumele muzicale "Crossroads" și "New Beginning".
Chapman a devenit rapid un muzician apreciat care a câștigat statutul de muzician multi-platinum, fiind recompensată de patru ori cu premiile Grammy.
În 1987, Chapman a semnat un contract de înregistrare cu Elektra Records prin Bob Krasnow⁠(d). În anul următor, muziciana americană a lansat albumul său de debut, foarte bine primitul album omonim, Tracy Chapman, care a devenit în scurt timp un album multi-premiat platinum și un hit în întreaga lume. Albumul a generat nu mai puțin de șase nominalizări Grammy, incluzând cea pentru Album of the Year (Albumul anului). Cantautoarea a primit în final trei premii Grammy din cele șase nominalizări, incluzând Best Female Pop Vocal Performance (Cea mai bună performanță vocală pop feminină) pentru single-ul "Fast Car" și premiul pentru Cel mai bun artist debutant (în original, Best New Artist).
Chapman a lansat cel de-al doilea album al său, Crossroads (Răscruci), în următorul an, fapt care i-a adus o altă nominalizare Grammy. De atunci, Chapman a continuat seria succeselor sale cu încă șase albume de studio, incluzând cel de-al patrulea album al său, New Beginning (Un nou început), cel care i-a adus cel de-al patrulea Grammy Award, pentru Best Rock Song (Cel mai bun cântec rock), pentru melodia sa de mare succes "Give Me One Reason" (Dă-mi un motiv).
Din 2008, data ultimului album al muzicienei, Our Bright Future, Tracy Chapman nu a mai lansat niciun alt album de studio.

## Viață timpurie
Chapman s-a născut în Cleveland, Ohio. Tracy a fost crescută în condiții grele de mama sa, care în ciuda tuturor greutăților i-a cumpărat fetei sale de trei ani, iubitoare de muzică, instrumentul numit ukulele. După experiența utilizării primului său instrument cu coarde, Chapman a început să cânte la chitară și să compună la vârsta de opt ani. Ulterior, muziciana a precizat că fusese inițial inspirată ca să cânte la chitară de spectacolul de televiziune numit Hee Haw.
Crescută ca baptistă, Chapman a urmat o școală anglican episcopală și a fost acceptată într-un program numit A Better Chance (O șansă mai bună), care pregătea viitori studenți, aflați departe de casă, în timpul anilor de liceu. Chapman a terminat astfel liceul la Wooster School din statul Connecticut, fiind apoi studentă la Tufts University⁠(d), pe care a absolvit-o cu un grad universitar de bachelor în Antropologie și Studii africane.

## Discografie

### Albume de studio
- Tracy Chapman (1988)
- Crossroads (1989)
- Matters of the Heart (1992)
- New Beginning (1995)
- Telling Stories (2000)
- Let It Rain (2002)
- Where You Live (2005)
- Our Bright Future (2008)

## Legături externe
- Site web oficial
- Tracy Chapman la AllMusic
- Tracy Chapman discografia la Discogs
- Tracy Chapman pe Curlie
- Atlantic Records page
- en "A Better Chance" Arhivat în 12 octombrie 2018, la Wayback Machine. education program for minority students

| Premii și realizări                                                             | Premii și realizări                                                       | Premii și realizări                               |
| ------------------------------------------------------------------------------- | ------------------------------------------------------------------------- | ------------------------------------------------- |
| Predecesor: Jody Watley                                                         | Grammy Award for Best New Artist 1989                                     | Succesor: Milli Vanilli (premiu revocat ulterior) |
| Predecesor: Whitney Houston pentru "I Wanna Dance with Somebody (Who Loves Me)" | Grammy Award for Best Female Pop Vocal Performance 1989 pentru "Fast Car" | Succesor: Bonnie Raitt pentru "Nick of Time"      |
| Predecesor: Steve Goodman pentru Unfinished Business                            | Grammy Award for Best Contemporary Folk Album 1989 pentru Tracy Chapman   | Succesor: Indigo Girls pentru Indigo Girls        |
| Predecesor: Glen Ballard și Alanis Morissette pentru "You Oughta Know"          | Grammy Award for Best Rock Song 1997 pentru "Give Me One Reason"          | Succesor: Wallflowers pentru "One Headlight"      |

Format:Tracy Chapman